# Broadway, Somerset
Broadway är en ort och civil parish i Storbritannien.   Den ligger i grevskapet Somerset och riksdelen England, i den södra delen av landet, 210 km väster om huvudstaden London. Broadway ligger 60 meter över havet och antalet invånare är 740.
Terrängen runt Broadway är platt norrut, men söderut är den kuperad. Runt Broadway är det ganska tätbefolkat, med 155 invånare per kvadratkilometer. Närmaste större samhälle är Taunton, 13,1 km nordväst om Broadway. Trakten runt Broadway består i huvudsak av gräsmarker.